# Magistralni put 47
Die Magistralni put 47 ist eine Bundesstraße in Serbien. Sie beginnt in der serbischen Hauptstadt Belgrad und verläuft in nordöstlicher Richtung über die Donau bis zur Ortschaft Krnjača, wo sie in die Magistralni put 10 übergeht. Die Bundesstraße ist Teil der Europastraße E70.